# Лопатин, Анатолий Валерьевич
Анатолий Валерьевич Лопатин (прежний творческий псевдоним Артур А’Ким, род. 30 ноября 1968, Ярославль, РСФСР, СССР) — российский музыкальный продюсер, поэт-песенник, композитор, музыкант (аккордеон). Является музыкальным продюсером многих популярных российских исполнителей, в том числе Аллы Пугачёвой, Кристины Орбакайте, Филиппа Киркорова, Валерии, Лолиты, Варвары, Бориса Моисеева, Жасмин, Полины Ростовой.

## Биография

### Юность
Анатолий Лопатин родился 30 ноября 1968 года в городе Ярославль. В два года Анатолий уже начал рифмовать слова и напевать мелодии. Родители отдали Анатолия в Детскую музыкальную школу № 7 г. Ярославля (по классу аккордеон).

В 1984 году Анатолий поступает в Ярославское музыкальное училище имени Л. В. Собинова по классу аккордеон. В марте 1988 года Анатолий Лопатин становится лауреатом Всероссийского конкурса исполнителей на народных инструментах в г. Пензе. В этом же году Анатолий с отличием сдаёт государственные выпускные экзамены и получает направление в Российскую Академию музыки имени Гнесиных. Но поступлению мешает призыв на срочную службу в армию.

Влияние на развитие музыканта оказало творчество групп Queen и ABBA, а также советских рок-групп 70-х годов, а из классической музыки — творчество Баха. В школьные годы Анатолий активно участвует в творческой жизни школы и училища и становится режиссёром-постановщиком всех спектаклей, в которых участвуют одноклассники.

В ноябре 1988 году принимает участие в параде на Красной Площади в составе Сводного Оркестра Московского Гарнизона Вооружённых Сил СССР. По окончании срочной службы, Анатолий остаётся на сверхсрочную. Находясь на службе в армии, Анатолий Лопатин руководит эстрадной группой биг-бэнда ВВС России при военном оркестре Военно-воздушной инженерной академия имени Н. Е. Жуковского. Осенью 1993 г. песня Анатолия Лопатина «Иван» побеждает в всесоюзном телевизионном конкурсе «Когда поют солдаты».

Вернувшись из армии в 1993 году, Анатолий Лопатин начинает работать в студии Игоря Талькова в ДК МЭЛЗ, а затем в студии «Москонцерта» в качестве аранжировщика, где делает ряд аранжировок для Ирины Мальгины (певица Ника).

### Псевдонимы
В 1993 году Анатолий Лопатин берёт себе псевдоним «Артур А’Ким», которым подписывается в течение 15 лет. С 2008 года отказывается от прежнего псевдонима, и с тех пор известен как «Лопатин».

### Первые успехи
В 1994 году симфоническая композиция Анатолия Лопатина «Gold of the time» в числе других представляет Россию на мировой профессиональной музыкальной выставки «MIDEM» в Каннах.

В этом же году Анатолий Лопатин становится участником группы «New Maxi» (состав: Геннадий Филиппов, Наталья Сигаева, Андрей Русаковский), которая позже будет известна как «Восток». Вместе с группой Анатолий едет в США для записи первого альбома. В США группа получает новое название «East Meets West» и выпускает альбом «Feel The World». Находясь в США, Анатолий получает грамоту от конгрессмена-демократа Боба Клемента.

После первого альбома группу замечает российский продюсер Александр Толмацкий и до 1998 года Анатолий работает на его студии «Медиастар». За это время группа «Восток» выпускает 3 альбома: «Все небо», «До встречи», «Донна Осень», музыкальным продюсером и аранжировщиком которых является Анатолий.

В тот же период Анатолий Лопатин работает над альбомом Бориса Моисеева «Праздник! Праздник!», готовит песни для Муслима Магомаева, Филиппа Киркорова для телевизионного концерта «Сюрприз для Аллы Борисовны». В 1997 году Анатолий начинает сотрудничать с Филиппом Киркоровым. Первой известной их совместной работой становится песня Филиппа Киркорова «Единственная моя». В 1998 году принимает участие в работе над альбом Ларисы Черниковой «Солнечный город».

### Студия «Братья Гримм»
В 1998 году Анатолий Лопатин совместно с Дмитрием Моссом становится соучредителем звукозаписывающей студии «Братья Гримм». В 1999 году Филипп Киркоров знакомит Анатолия с Кристиной Орбакайте, а в 1999 году постоянным клиентом студии становится Алла Пугачёва.
На студии записаны альбомы и синглы «Ой, мама, шика дам!», «Как сумасшедший я», «For you…» Филиппа Киркорова, «Белый снег», «Мадам Брошкина», «Речной трамвайчик» Аллы Пугачёвой, «Май» Кристины Орбакайте, «Была любовь» Валерии, «Ближе» и «Грёзы» Варвары, «Ориентация север» Лолиты Милявской, «По краю дождя» Полины Ростовой.

### Студия «Lopatin Sound Lab»
В 2008 году Анатолий Лопатин основывает новую студию под названием «Lopatin Sound Lab», которая становится преемницей студии «Братья Гримм». Первыми проектами студии стали альбомы «Приглашение на закат» Аллы Пугачёвой и «Фетиш» Лолиты Милявской.

## Творчество

### Автор песен
Анатолий Лопатин — автор слов и/или музыки более 180 песен, которые ежегодно получают награды самых разных музыкальных премий. Среди них «Голос» Филиппа Киркорова и Анны Нетребко, «Здесь мы долго» Аллы Пугачёвой, «Была любовь» и «Перелей вода» Валерии, «Я нарисую небо» Кристины Орбакайте, «Тебе одной» Николая Баскова, «Летала, да пела», «Отпусти меня, река» и «Красивая жизнь» Варвары, «Россия — Чемпионка» (Фабрики Звёзд; группы «Челси»).

### Музыкальный продюсер

#### Алла Пугачёва
Более 10 лет Анатолий Лопатин является музыкальным продюсером Аллы Пугачёвой. Был инициатором создания ряда старых песен Аллы Пугачёвы в современном звучании. Стал музыкальным продюсером последнего альбома примадонны, а также юбилейной концертной программы в ГКД «Сны о любви».

#### Филипп Киркоров
Анатолий Лопатин принимал участие в записи более чем 120 песен Филиппа Киркорова.
Самыми известными работами стали: «Единственная моя», «Огонь и вода», «Я за тебя умру», «Жестокая любовь», «Немного жаль», «Ты поверишь», «Полетели», «Голос».
С 2009 года велась работа над новым альбомом Филиппа Киркорова под названием ДруGOY, в который вошли 52 новые песни.
В 2010 году Анатолий Лопатин написал русские слова для дуэта Филиппа Киркорова с оперной певицей Анной Нетребко, а также выступил в качестве продюсера записи вокала.

#### Кристина Орбакайте
Первой работой Анатолия Лопатина для Кристины стала песня «Май». Анатолий Лопатин является автором слов для песен Кристины «Я нарисую небо» и «Когда мы любим», которые вошли в саундтрек к первым двум частям художественного фильма «Любовь-морковь».

#### Валерия
Сотрудничество Валерии и Анатолия Лопатина началось в 2003 году, когда Валерия пришла на студию «Братья Гримм» записывать свой альбом «Страна любви». Анатолий Лопатин написал слова песни «Была любовь». В 2010 году вышел биографический телевизионный сериал про жизнь Валерии, который был назван одноимённо с этой песней. В 2010 году Анатолий Лопатин стал музыкальным продюсером альбома Валерии «Во мне моя любовь».

#### Варвара
Варвара и Анатолий Лопатин записали вместе два альбома: «Ближе» и «Грёзы», с которым к певице в 2005 году пришёл коммерческий успех. В следующие годы они работали над альбомом «Легенды осени», для которого на студии было записано 6 песен.

#### Лолита
Анатолий Лопатин является музыкальным продюсером альбомов Лолиты: «Ориентация север» и «Фетиш».

### Текущие проекты
Также в 2010 году Анатолий стал автором слов песен для новых альбомов Оксаны Фёдоровой и Камалии.

## Награды и премии
- 2010
  - Золотой граммофон
    - Филипп Киркоров и Анна Нетребко — Голос (автор слов и продюсер записи вокала)
    - Филипп Киркоров — Струны (музыкальный продюсер)
    - Валерия — Капелькою (музыкальный продюсер)
    - Николай Басков и Оксана Фёдорова — Права любовь (автор слов)

  - Песня года
    - Филипп Киркоров и Анна Нетребко — Голос (автор слов)
    - Алсу — Я тебя не придумала[11] (музыкальный продюсер)

  - Премия Муз-ТВ
    - Филипп Киркоров — Просто подари (музыкальный продюсер)
- 2009
  - Золотой граммофон
    - Филипп Киркоров — Просто подари (музыкальный продюсер)
    - Валерия — Никто, как ты (музыкальный продюсер)

  - Песня года
    - Филипп Киркоров — Королева (автор слов и музыкальный продюсер)
    - Кристина Орбакайте — Хватит шоу (автор слов)
    - Николай Басков и Оксана Фёдорова — Права любовь (автор слов)
- 2008
  - Золотой граммофон
    - Валерия — Человек дождя (музыкальный продюсер)
    - Лолита — Ориентация север (музыкальный продюсер)

  - Песня года
    - Валерия — Человек дождя (музыкальный продюсер)
- 2007
  - Песня года
    - Николай Басков — Тебе одной (автор слов и музыкальный продюсер)

  - Золотой граммофон
    - Николай Басков — Тебе одной (автор слов и музыкальный продюсер)

  - Премия Российской Индустрии Звукозаписи «Рекордъ»
    - Валерия — Нежность моя (продюсер записи вокала)

  - Новые песни о главном
    - Кристина Орбакайте — Я нарисую небо (соавтор слов)
- 2006
  - Новые песни о главном
    - Филипп Киркоров — Полетели (музыкальный продюсер)
    - Светлана Светикова — Ламбада (автор слов)
      - Варвара — Отпусти меня, река! (автор слов и музыкальный продюсер)
- Золотой граммофон
  -     - Филипп Киркоров — Полетели (музыкальный продюсер)
    - Валерия — Нежность моя (продюсер записи вокала)
- 2005
  - Золотой граммофон
    - Валерия и Стас Пьеха — Ты грустишь (музыкальный продюсер)
    - Кристина Орбакайте — Ты ненормальный (музыкальный продюсер)

  - MTV Россия
    - Лучшая песня: Валерия и Стас Пьеха — Ты грустишь (музыкальный продюсер)

  - Новые песни о главном
    - Группа «F.P.S.» — Красная земля (автор слов)
    - Светлана Светикова — Не вдвоём (автор слов)
- 2004
  - Золотой граммофон
    - Филипп Киркоров — Немного жаль (музыкальный продюсер)
    - Валерия — Чёрно-белый цвет (музыкальный продюсер)

  - Премия Российской Индустрии Звукозаписи «Рекордъ»
    - Валерия — Часики (музыкальный продюсер)

  - Песня года
    - Варвара — Летала, да пела (автор слов и музыкальный продюсер)
- 2003
  - Золотой граммофон
    - Филипп Киркоров — Жестокая любовь (музыкальный продюсер)
    - Филипп Киркоров и Маша Распутина — Роза чайная (музыкальный продюсер)
    - Валерия — Часики (музыкальный продюсер)
    - Алла Пугачёва — И исчезнет грусть (музыкальный продюсер)
    - Кристина Орбакайте — Просто любить тебя (музыкальный продюсер)

  - Песня года
    - Валерия — Часики (музыкальный продюсер)
    - Валерия — Была любовь (автор слов и музыкальный продюсер)
- 2002
  - Песня года
    - Филипп Киркоров — Жестокая любовь (музыкальный продюсер)
    - Варвара — Од-на (автор слов и музыкальный продюсер)
- 2001
  - Премия Российской Индустрии Звукозаписи «Рекордъ»
    - Песня года: Алла Пугачёва — Мадам Брошкина (аранжировщик)
    - Сингл года: Алла Пугачёва — Мадам Брошкина (аранжировщик)
    - Сингл года: Филипп Киркоров — Огонь и вода (музыкальный продюсер)

  - Золотой граммофон
    - Филипп Киркоров — Ты поверишь (музыкальный продюсер)
    - Кристина Орбакайте — Мой мир (музыкальный продюсер)

  - Национальная Российская премия «Овация»
    - Лучший гастрольный тур десятилетия: Филипп Киркоров «Лучшее, любимое и только для вас» (аранжировщик)

  - Песня года
    - Кристина Орбакайте — Мой мир (музыкальный продюсер)
    - Алла Пугачёва — Речной трамвайчик (музыкальный продюсер)
    - Филипп Киркоров — Ты поверишь (музыкальный продюсер)
    - Филипп Киркоров — Я за тебя умру (аранжировщик и продюсер записи вокала)
- 2000
  - Золотой граммофон
    - Филипп Киркоров — Огонь и вода (музыкальный продюсер)

  - Песня года
    - Филипп Киркоров — Огонь и вода (музыкальный продюсер)
    - Кристина Орбакайте — Май (музыкальный продюсер)
    - Филипп Киркоров — Роза красная (музыкальный продюсер)
    - Филипп Киркоров — Килиманджаро (музыкальный продюсер)
- 1999
  - Золотой граммофон
    - Алла Пугачёва — Осторожно, листопад (музыкальный продюсер)
    - Кристина Орбакайте — Бесприютная душа (музыкальный продюсер)

  - Песня года
    - Алла Пугачёва — Осторожно, листопад (музыкальный продюсер)
- 1998
  - Золотой граммофон
    - Филипп Киркоров — Дива (продюсер записи вокала и аранжировщик)

  - Песня года
    - Филипп Киркоров — Дива (продюсер записи вокала и аранжировщик)
- 1997
  - Песня года
    - Филипп Киркоров — Единственная моя (аранжировщик и продюсер записи вокала)